# スバル・B9スクランブラー
B9スクランブラー（ビーナイン スクランブラー、B9 SCRAMBLER）は、富士重工業（現・SUBARU）が開発したコンセプトカーである。デザインはアルファロメオから移籍したアンドレアス・ザパティナスによるもの。

## 概要
2003年の第37回東京モーターショーにて初公開されたオープン2シーターである。「オンロード・ラフロードを問わずオープンエアモータリングを楽しみたいという想いを表現した」という。
「どこか懐かしさを感じさせる」デザインであると同時に、後に「スプレッドウィングスグリル」と呼ばれる特徴的な造形を組み込み「将来のスバルデザインを示唆」していた。
パワーユニットにはSSHEVと名付けられたハイブリッドシステムを採用している。
足回りの特徴としては、ランフラットタイヤ及びオートレベライズ機能を備えたエアサスペンションを採用していることが挙げられる。

## パワーユニット
パワーユニットにはSSHEV（Sequential Series Hybrid Electric Vehicle）と呼ぶハイブリッドシステムを採用している。これは、現在主流となっているモーターがエンジンをアシストするハイブリッドシステムとはコンセプトが全く異なる。
SSHEVでは基本的にシリーズハイブリッドであり、モーターだけでは力不足となる急加速時にエンジンがモーターをアシストする。また、80km/h以上の速度域ではより効率の良いエンジン駆動のみで走行する。これにより「スムーズな加速と優れた燃費性能、環境性能を実現」と謳われている。
システム構成はEJ20 SOHCエンジンの後方に発電機及びモーターとトランスミッションが融合したシステムが並んでいる。同社の通常のトランスミッション同様に、後端にはプロペラシャフトが接続され、トランスミッションケース前方側面には前輪用ドライブシャフトが接続され、シンメトリカルAWDを実現している。
なお、エンジンおよびモーターの出力は下記の通りである。
- エンジン出力：101kW (140PS)
- モーター出力：100kW